# فيجوة شائعة
فيجوة شائعة (الاسم العلمي:Acca sellowiana) هي نوع من النباتات تتبع جنس الفيجوة من الفصيلة الآسية.